# John Theodore Hewitt
John Theodore Hewitt (* 12. Oktober 1868 in Windsor; † 9. Juli 1954 in Hurst) war ein britischer Chemiker.
Hewitt war der Sohn eines Kutschenbauers und einer Lehrerin. Er hatte Chemieunterricht in Southampton und nach Gewinn eines Stipendiums bei Percy Faraday Frankland 1884 in London und bei Thomas Edward Thorpe und Francis Japp an der Normal School of Science in London. Er studierte ab 1887 Naturwissenschaften und speziell Chemie an der Universität Cambridge mit dem Abschluss 1890. Zu seinen Lehrern dort gehörte Siegfried Ruhemann (1859–1943). Danach setzte er sein Studium in Berlin (bei Ferdinand Tiemann) und Heidelberg fort und wurde 1893 in Heidelberg bei Ludwig Gattermann promoviert. Ebenfalls 1893 erhielt er einen D.Sc. der Universität London. 1894 wurde er Chemie-Professor an der People´s Palace Technical School, die ab 1915 Teil der Universität London war. 1919 gab er das auf und gründete mit anderen die chemische Fabrik SHM in Heston (Middlesex). Nachdem diese 1924 aufgelöst worden war, war er beratend tätig. Er starb, als er von einem Auto überfahren wurde.
Er veröffentlichte 1907 bis 1910 fünf Aufsätze (Journal of the Chemical Society Transactions) über den Zusammenhang von Farbe und Konstitution von Azofarbstoffen, deren Farbe er auf die enthaltenen chinoide Struktur zurückführte.
Er war Fellow der Royal Society.

## Schriften
- Elementary Practical Chemistry; Inorganic And Organic, Whittaker 1895, Archive
- Organic chemical manipulation, Whittaker 1897, Archive
- Synthetic Colouring Matters; Dyestuffs Derived from Pyridine, Quinoline, Acridine and Xanthene, Longmans, Green and Co., 1922, Archive